# Liste der Einträge im National Register of Historic Places im Cabell County
Diese Liste der Einträge im National Register of Historic Places im Cabell County enthält alle im Cabell County, West Virginia in das National Register of Historic Places eingetragenen Gebäude, Bauwerke, Objekte, Stätten oder historischen Distrikte.
Diese Liste entspricht dem Bearbeitungsstand des National Park Service/National Register of Historic Places vom 4. Oktober 2024.

## Legende
| NRHP | Historic Place             |
| NHL  | National Historic Landmark |
| HD   | National Historic District |

## Aktuelle Einträge
| [ 2 ] | Name                                                              | Bild                                                              | Eintragsdatum                                    | Lage | Ort           | Beschreibung |
| ----- | ----------------------------------------------------------------- | ----------------------------------------------------------------- | ------------------------------------------------ | --- | ------------- | ------------ |
| 1     | 14th Street West Historic District                                | 14th Street West Historic District                                | 19. Juli 2024 ID-Nr. 100010590                   | zwischen der Madison Ave, Virginia Avenue, 15th Street West und 13th Street West 38° 24′ 42,8″ N, 82° 28′ 47,3″ W                                                         | Huntington    |              |
| 2     | Baltimore and Ohio Railroad Depot                                 | weitere Bilder                                                    | 30. Okt. 1973 ID-Nr. 73001897                    | 1100 block of Veterans Memorial Boulevard 38° 25′ 24″ N, 82° 26′ 33″ W | Huntington    |              |
| 3     | Barboursville Historic District                                   | Barboursville Historic District                                   | 24. Dez. 2008 ID-Nr. 08001234                    | Water, Main, und Brady Sts., inklusive der Central Avenue 38° 24′ 35,4″ N, 82° 17′ 42,3″ W                                                                                | Barboursville |              |
| 4     | Barnett Hospital and Nursing School                               | Barnett Hospital and Nursing School                               | 30. Dez. 2009 ID-Nr. 09001190                    | 1201 7th Ave. 38° 25′ 3,4″ N, 82° 26′ 15,1″ W | Huntington    |              |
| 5     | Cabell County Courthouse                                          | weitere Bilder                                                    | 2. Sep. 1982 ID-Nr. 82004313                     | 5th Ave. und 8th St. 38° 25′ 11″ N, 82° 26′ 47″ W | Huntington    |              |
| 6     | Campbell-Hicks House                                              | Campbell-Hicks House                                              | 19. Aug. 1985 ID-Nr. 85001814                    | 1102 5th Ave. 38° 25′ 12″ N, 82° 26′ 21″ W | Huntington    |              |
| 7     | Carnegie Public Library                                           | Carnegie Public Library                                           | 3. Apr. 1980 ID-Nr. 80004015                     | 900 5th Ave. 38° 25′ 11″ N, 82° 26′ 36″ W | Huntington    |              |
| 8     | Thomas Carroll House                                              | Thomas Carroll House                                              | 1. Juni 1973 ID-Nr. 73001898                     | 234 Guyan St. 38° 25′ 44″ N, 82° 23′ 24″ W | Huntington    |              |
| 9     | Chesapeake and Ohio 1308 Steam Locomotive                         | Chesapeake and Ohio 1308 Steam Locomotive                         | 31. Jan. 2003 ID-Nr. 02001571                    | 1401 Memorial Boulevard 38° 24′ 18,5″ N, 82° 28′ 38″ W | Huntington    |              |
| 10    | Clover Site                                                       | Clover Site                                                       | 27. Apr. 1992 ID-Nr. 92001881                    | in der Nähe von Huntington in der Green Bottom Wildlife Management Area 38° 35′ 24″ N, 82° 13′ 54″ W                                                                      | Lesage        |              |
| 11    | Douglass Junior and Senior High School                            | Douglass Junior and Senior High School                            | 5. Dez. 1985 ID-Nr. 85003091                     | 10th Ave. und Bruce St. 38° 24′ 52″ N, 82° 25′ 53″ W | Huntington    |              |
| 12    | Downtown Huntington Historic District                             | Downtown Huntington Historic District                             | 24. Feb. 1986 ID-Nr. 07000240 86000309, 07000240 | zwischen der 3rd Ave., 10th St., 5th Ave., 7th und 8th Sts., Teilbereiche der 3rd Ave., 6th und 7th Aves., inklusive der 12th St. und 7th St. 38° 25′ 2″ N, 82° 26′ 11″ W | Huntington    |              |
| 13    | Elk River Coal and Lumber Company No. 10 Steam Locomotive         | Elk River Coal and Lumber Company No. 10 Steam Locomotive         | 28. Sep. 2006 ID-Nr. 06000901                    | an der Straßenkreuzung des Veterans Memorial Boulevard und 11th St. 38° 25′ 25″ N, 82° 26′ 27″ W                                                                          | Huntington    |              |
| 14    | Foster Memorial Home                                              | Foster Memorial Home                                              | 27. Feb. 2001 ID-Nr. 00001311                    | 700 Madison Ave. 38° 24′ 46″ N, 82° 28′ 1″ W | Huntington    |              |
| 15    | Freeman Estate                                                    |                                                                   | 23. Apr. 2009 ID-Nr. 09000243                    | 1805 McCoy Rd. 38° 24′ 1,8″ N, 82° 26′ 9,7″ W | Huntington    |              |
| 16    | Memphis Tennessee Garrison House                                  |                                                                   | 23. Jan. 2017 ID-Nr. 100000573                   | 1701 10th Ave. 38° 24′ 56″ N, 82° 25′ 32,7″ W | Huntington    |              |
| 17    | Harvey House                                                      | Harvey House                                                      | 21. Aug. 1972 ID-Nr. 72001285                    | 1305 3rd Ave. 38° 25′ 24″ N, 82° 26′ 15″ W | Huntington    |              |
| 18    | Hawthorne Historic District                                       |                                                                   | 2. Aug. 2007 ID-Nr. 07000786                     | zwischen dem Hawthorne Way und Teilbereichen des S. Whitaker Boulevard 38° 24′ 22,4″ N, 82° 26′ 38,6″ W                                                                   | Huntington    |              |
| 19    | Huntington High School                                            | weitere Bilder                                                    | 4. Apr. 2000 ID-Nr. 00000248                     | 900 8th St. 38° 24′ 49″ N, 82° 26′ 36″ W | Huntington    |              |
| 20    | Gen. Albert Gallatin Jenkins House                                | Gen. Albert Gallatin Jenkins House                                | 22. Mai 1978 ID-Nr. 78002791                     | 8814 Ohio River Rd. 38° 35′ 12″ N, 82° 14′ 58″ W | Lesage        |              |
| 21    | Johnston-Meek House                                               | Johnston-Meek House                                               | 14. Apr. 2004 ID-Nr. 04000313                    | 203 6th Ave. 38° 24′ 56″ N, 82° 27′ 17″ W | Huntington    |              |
| 22    | Kenwood                                                           |                                                                   | 2. Aug. 2007 ID-Nr. 07000784                     | 619 Ridgewood Rd. 38° 24′ 10″ N, 82° 26′ 43″ W | Huntington    |              |
| 23    | Liggett and Myers Tobacco Company                                 | Liggett and Myers Tobacco Company                                 | 14. Aug. 1998 ID-Nr. 98001073                    | 9 27th St. 38° 26′ 2″ N, 82° 24′ 33″ W | Huntington    |              |
| 24    | Marshall University Memorial Fountain                             | Marshall University Memorial Fountain                             | 19. Juli 2024 ID-Nr. 100010591                   | 1 John Marshall Drive 38° 25′ 22,1″ N, 82° 25′ 44,4″ W | Huntington    |              |
| 25    | Masonic Temple-Watts, Ritter, Wholesale Drygoods Company Building | Masonic Temple-Watts, Ritter, Wholesale Drygoods Company Building | 26. Aug. 1993 ID-Nr. 93000614                    | 1100–1108 E. 3rd Ave. 38° 25′ 22″ N, 82° 26′ 28″ W | Huntington    |              |
| 26    | Memorial Arch                                                     | Memorial Arch                                                     | 16. Apr. 1981 ID-Nr. 81000597                    | Memorial Park 38° 24′ 23″ N, 82° 27′ 46″ W | Huntington    |              |
| 27    | Morris Memorial Hospital for Crippled Children                    |                                                                   | 8. Mai 2013 ID-Nr. 13000262                      | Morris Memorial Rd., zwischen dem James River Turnpike und der U.S. Route 60 in West Virginia 38° 25′ 14,2″ N, 82° 6′ 28,4″ W                                             | Milton        |              |
| 28    | Mortimer Place Historic District                                  | weitere Bilder                                                    | 12. März 2001 ID-Nr. 01000266                    | zwischen der 10th St., 12th Ave. und 11th St. 38° 24′ 35″ N, 82° 26′ 17″ W                                                                                                | Huntington    |              |
| 29    | Mud River Covered Bridge                                          | weitere Bilder                                                    | 10. Juni 1975 ID-Nr. 75001883                    | an der U.S. Route 60 in West Virginia und der County Route 25 über den Mud River 38° 25′ 51″ N, 82° 8′ 22″ W                                                              | Milton        |              |
| 30    | Ninth Street West Historic District                               | Ninth Street West Historic District                               | 28. Nov. 1980 ID-Nr. 80004016                    | 9th St. West, Madison und Jefferson Aves. 38° 24′ 44″ N, 82° 28′ 14″ W | Huntington    |              |
| 31    | Ohev Sholom Temple                                                | Ohev Sholom Temple                                                | 17. März 1994 ID-Nr. 94000211                    | 949 10th Ave. 38° 24′ 44″ N, 82° 26′ 24″ W | Huntington    |              |
| 32    | Old Main, Marshall University                                     | weitere Bilder                                                    | 16. Juli 1973 ID-Nr. 73001899                    | Hal Greer Boulevard am Campus der Marshall University 38° 25′ 23″ N, 82° 25′ 47″ W                                                                                        | Huntington    |              |
| 33    | Prichard House                                                    | Prichard House                                                    | 12. März 2001 ID-Nr. 01000261                    | 500 12th Ave. 38° 24′ 31″ N, 82° 26′ 51″ W | Huntington    |              |
| 34    | Ricketts House                                                    | Ricketts House                                                    | 15. Juli 1994 ID-Nr. 94000721                    | 2301 Washington Boulevard 38° 24′ 21″ N, 82° 24′ 44″ W | Huntington    |              |
| 35    | Ritter Park Historic District                                     | Ritter Park Historic District                                     | 28. Nov. 1990 ID-Nr. 90001774                    | Ritter Park, inklusive der nördlich angrenzenden Straßen 38° 24′ 15″ N, 82° 26′ 16″ W                                                                                     | Huntington    |              |
| 36    | Rotary Park Bridge                                                | Rotary Park Bridge                                                | 12. Dez. 2002 ID-Nr. 02001525                    | Rotary Park, 31 St. und Rotary Dr. 38° 25′ 7″ N, 82° 23′ 39″ W | Huntington    |              |
| 37    | Simms School Building                                             | Simms School Building                                             | 12. Mai 1997 ID-Nr. 96000438                     | 1680 11th Ave. 38° 24′ 50″ N, 82° 25′ 34″ W | Huntington    |              |
| 38    | Thornburg House                                                   | Thornburg House                                                   | 25. Apr. 1991 ID-Nr. 91000451                    | 700 Main St. 38° 24′ 35″ N, 82° 17′ 40″ W | Barboursville |              |
| 39    | U.S. Post Office and Courthouse                                   | weitere Bilder                                                    | 15. Apr. 1982 ID-Nr. 82004314                    | 845 5th Ave. 38° 25′ 8″ N, 82° 26′ 38″ W | Huntington    |              |
| 40    | Zachary Taylor Wellington House                                   | Zachary Taylor Wellington House                                   | 24. Dez. 2008 ID-Nr. 08001235                    | 415 Main St. 38° 25′ 29,2″ N, 82° 23′ 22,7″ W | Huntington    |              |
| 41    | West Virginia Colored Children's Home                             | weitere Bilder                                                    | 13. Nov. 1997 ID-Nr. 97001413                    | 3353, U.S. Route 60 in West Virginia 38° 24′ 34″ N, 82° 22′ 25″ W | Huntington    |              |